# حزب الاتحاد (حزب مصري سابق)
الاتحاد منفصل ومتميز عن حزب الاتحاد
حزب الاتحاد حزب سياسي يميني نشط في المملكة المصرية. 

## تاريخ تأسيس الحزب
تأسس الحزب من قبل مجموعة من العلماء مع أفكار الملكيين و الاسلاميين التي شرعت في اغتيال السير لي ستاك الصورة في عام 1924. تتكون هذه المجموعة أيضًا من قادة سياسيين شباب المستقبل مثل محمد حامد أبو النصر وعلي ماهر باشا، لقد ترسخت القيم الأيديولوجية في الثقافة «التقليدية» المصرية.
اجتمع الحفل في جامع الأزهر كان الاتحاد مدعوماً مالياً من قبل الملك فؤاد الأول وعملاء بريطانيين، الذين كانوا يثقون في أن الاتحاد قد يزعزع استقرار أنشطة المتطرفين اليساريين. ومع ذلك، فشل الاتحاد في تحقيق هدفه ببناء حزب محافظ، بسبب آرائه الدينية. يتكون برنامجها بشكل أساسي من المعلمين والمزارعين والعلماء والأئمة.

## نتائج الانتخابات

### انتخابات مجلس النواب
| انتخاب | زعيم الحزب           | عدد المقاعد | +/–  | الترتيب |
| ------ | -------------------- | ----------- | ---- | ------- |
| 1926   | محمد توفيق نسيم باشا | 10 / 215    | ▲ 10 | ▲ 3rd   |